# Drakensberg
Drakensberg er en bjergkæde på Sydafrikas østkyst. Lesotho ligger inde i denne bjergkæde. Højeste punkt er Thabana Ntlenyana på 3482 moh.
Nationalparken uKhahlamba / Drakensberg nationalpark i KwaZulu-Natal blev i 2000 udnævnt til verdensarvområde. Der er flere begrundelser for verdensarvsstatus: Området indeholder flere steder med bemærkelsesværdig bjergkunst, som er et vidnesbyrd om San-folkets levemåde og trosforestillinger. Området værdsættes også for dramatisk natur med usædvanlig skønhed, og som tilholdssted for flere endemiske og truede fugle- og plantearter.
Parken er også omfattet af Ramsar-konventionens beskyttelse af vådmarksområder.
Den bedst kendte nationalpark i bjergkæeden er Royal Natal nasjonalpark, hvor et bemærkelsesværdigt «amfiteater» udgør kilderne for Tugelafloden, og byder på Tugelafaldene, verdens næst højeste vandfald.